# Glomeromycetes
Glomeromycetes es una clase de hongos de la división Mucoromycota anteriormente clasificada dentro de Zygomycota como Glomales. Anteriormente también se clasificaban como una división independiente "Glomeromycota", pero actualmente se los tiende a considerar una subdivisión Glomeromycotina dentro la división Mucoromycota debido a que están estrechamente emparentados con ellos. La clase comprende cuatro órdenes. Su presencia en tierra está atestiguada en el registro fósil desde hace al menos 460 millones de años, durante el periodo Ordovícico.
Los glomeromicetos (también llamados, aunque incorrectamente, Glomales, Glomeromycota) se caracterizan por no presentar una reproducción sexual conocida y ser simbiontes mutualistas de plantas terrestres. Con éstas forman endomicorrizas, micorrizas arbusculares, un tipo de asociación micorrizógena que se caracteriza por la entrada de las hifas del hongo en el interior de las células de la raíz de la planta simbionte, donde forman vesículas alimenticias y formaciones conocidas como arbúsculos, que se ramifican dicotómicamente. Trazas de estas estructuras se observan ya en los fósiles de las primeras plantas terrestres, hace 400 millones de años, por lo que se puede asegurar que esta asociación existió desde el momento en que éstas evolucionaron a partir de algas verdes marinas, y que fue un elemento imprescindible en el proceso de colonización del medio terrestre, antes de que evolucionaran unas raíces verdaderamente capaces de tomar los nutrientes del suelo.
En la actualidad comprenden 150 especies clasificadas en 10 géneros. Antiguamente, las clasificaciones se hacían exclusivamente en función de la morfología de las glomorosporas, a las que actualmente se han añadido las secuenciaiones de ácidos nucleicos. Además de su existencia obligada como simbiontes, los glomeromicetos se diferencian de otros hongos en el gran tamaño de sus esporas (cada una con varios núcleos) y sus hifas no septadas.

## Filogenia
Las relaciones filogenéticas entre los órdenes y taxones hermanos serían las siguientes:
|  | Archaeosporales                                                |
|  |                                                                |
|  | \| \| Diversisporales \| \| \| \| \| \| Glomerales \| \| \| \| |
|  |                                                                |
|  | Diversisporales                                                |
|  |                                                                |
|  | Glomerales                                                     |
|  |                                                                |

|  | Diversisporales |
|  |                 |
|  | Glomerales      |
|  |                 |

|  | Archaeosporales                                                |
|  |                                                                |
|  | \| \| Diversisporales \| \| \| \| \| \| Glomerales \| \| \| \| |
|  |                                                                |
|  | Diversisporales                                                |
|  |                                                                |
|  | Glomerales                                                     |
|  |                                                                |

|  | Diversisporales |
|  |                 |
|  | Glomerales      |
|  |                 |

|  | Archaeosporales                                                |
|  |                                                                |
|  | \| \| Diversisporales \| \| \| \| \| \| Glomerales \| \| \| \| |
|  |                                                                |
|  | Diversisporales                                                |
|  |                                                                |
|  | Glomerales                                                     |
|  |                                                                |

|  | Diversisporales |
|  |                 |
|  | Glomerales      |
|  |                 |

|  | Archaeosporales                                                |
|  |                                                                |
|  | \| \| Diversisporales \| \| \| \| \| \| Glomerales \| \| \| \| |
|  |                                                                |
|  | Diversisporales                                                |
|  |                                                                |
|  | Glomerales                                                     |
|  |                                                                |

|  | Diversisporales |
|  |                 |
|  | Glomerales      |
|  |                 |

|  | Archaeosporales                                                |
|  |                                                                |
|  | \| \| Diversisporales \| \| \| \| \| \| Glomerales \| \| \| \| |
|  |                                                                |
|  | Diversisporales                                                |
|  |                                                                |
|  | Glomerales                                                     |
|  |                                                                |

|  | Diversisporales |
|  |                 |
|  | Glomerales      |
|  |                 |

|  | Archaeosporales                                                |
|  |                                                                |
|  | \| \| Diversisporales \| \| \| \| \| \| Glomerales \| \| \| \| |
|  |                                                                |
|  | Diversisporales                                                |
|  |                                                                |
|  | Glomerales                                                     |
|  |                                                                |

|  | Diversisporales |
|  |                 |
|  | Glomerales      |
|  |                 |

|  | Archaeosporales                                                |
|  |                                                                |
|  | \| \| Diversisporales \| \| \| \| \| \| Glomerales \| \| \| \| |
|  |                                                                |
|  | Diversisporales                                                |
|  |                                                                |
|  | Glomerales                                                     |
|  |                                                                |

|  | Diversisporales |
|  |                 |
|  | Glomerales      |
|  |                 |

|  | Archaeosporales                                                |
|  |                                                                |
|  | \| \| Diversisporales \| \| \| \| \| \| Glomerales \| \| \| \| |
|  |                                                                |
|  | Diversisporales                                                |
|  |                                                                |
|  | Glomerales                                                     |
|  |                                                                |

|  | Diversisporales |
|  |                 |
|  | Glomerales      |
|  |                 |

|  | Archaeosporales                                                |
|  |                                                                |
|  | \| \| Diversisporales \| \| \| \| \| \| Glomerales \| \| \| \| |
|  |                                                                |
|  | Diversisporales                                                |
|  |                                                                |
|  | Glomerales                                                     |
|  |                                                                |

|  | Diversisporales |
|  |                 |
|  | Glomerales      |
|  |                 |

|  | Archaeosporales                                                |
|  |                                                                |
|  | \| \| Diversisporales \| \| \| \| \| \| Glomerales \| \| \| \| |
|  |                                                                |
|  | Diversisporales                                                |
|  |                                                                |
|  | Glomerales                                                     |
|  |                                                                |

|  | Diversisporales |
|  |                 |
|  | Glomerales      |
|  |                 |

|  | Archaeosporales                                                |
|  |                                                                |
|  | \| \| Diversisporales \| \| \| \| \| \| Glomerales \| \| \| \| |
|  |                                                                |
|  | Diversisporales                                                |
|  |                                                                |
|  | Glomerales                                                     |
|  |                                                                |

|  | Diversisporales |
|  |                 |
|  | Glomerales      |
|  |                 |

|  | Archaeosporales                                                |
|  |                                                                |
|  | \| \| Diversisporales \| \| \| \| \| \| Glomerales \| \| \| \| |
|  |                                                                |
|  | Diversisporales                                                |
|  |                                                                |
|  | Glomerales                                                     |
|  |                                                                |

|  | Diversisporales |
|  |                 |
|  | Glomerales      |
|  |                 |

|  | Archaeosporales                                                |
|  |                                                                |
|  | \| \| Diversisporales \| \| \| \| \| \| Glomerales \| \| \| \| |
|  |                                                                |
|  | Diversisporales                                                |
|  |                                                                |
|  | Glomerales                                                     |
|  |                                                                |

|  | Diversisporales |
|  |                 |
|  | Glomerales      |
|  |                 |

|  | Archaeosporales                                                |
|  |                                                                |
|  | \| \| Diversisporales \| \| \| \| \| \| Glomerales \| \| \| \| |
|  |                                                                |
|  | Diversisporales                                                |
|  |                                                                |
|  | Glomerales                                                     |
|  |                                                                |

|  | Diversisporales |
|  |                 |
|  | Glomerales      |
|  |                 |

|  | Archaeosporales                                                |
|  |                                                                |
|  | \| \| Diversisporales \| \| \| \| \| \| Glomerales \| \| \| \| |
|  |                                                                |
|  | Diversisporales                                                |
|  |                                                                |
|  | Glomerales                                                     |
|  |                                                                |

|  | Diversisporales |
|  |                 |
|  | Glomerales      |
|  |                 |

|  | Archaeosporales                                                |
|  |                                                                |
|  | \| \| Diversisporales \| \| \| \| \| \| Glomerales \| \| \| \| |
|  |                                                                |
|  | Diversisporales                                                |
|  |                                                                |
|  | Glomerales                                                     |
|  |                                                                |

|  | Diversisporales |
|  |                 |
|  | Glomerales      |
|  |                 |

|  | Archaeosporales                                                |
|  |                                                                |
|  | \| \| Diversisporales \| \| \| \| \| \| Glomerales \| \| \| \| |
|  |                                                                |
|  | Diversisporales                                                |
|  |                                                                |
|  | Glomerales                                                     |
|  |                                                                |

|  | Diversisporales |
|  |                 |
|  | Glomerales      |
|  |                 |

|  | Archaeosporales                                                |
|  |                                                                |
|  | \| \| Diversisporales \| \| \| \| \| \| Glomerales \| \| \| \| |
|  |                                                                |
|  | Diversisporales                                                |
|  |                                                                |
|  | Glomerales                                                     |
|  |                                                                |

|  | Diversisporales |
|  |                 |
|  | Glomerales      |
|  |                 |

|  | Archaeosporales                                                |
|  |                                                                |
|  | \| \| Diversisporales \| \| \| \| \| \| Glomerales \| \| \| \| |
|  |                                                                |
|  | Diversisporales                                                |
|  |                                                                |
|  | Glomerales                                                     |
|  |                                                                |

|  | Diversisporales |
|  |                 |
|  | Glomerales      |
|  |                 |

|  | Archaeosporales                                                |
|  |                                                                |
|  | \| \| Diversisporales \| \| \| \| \| \| Glomerales \| \| \| \| |
|  |                                                                |
|  | Diversisporales                                                |
|  |                                                                |
|  | Glomerales                                                     |
|  |                                                                |

|  | Diversisporales |
|  |                 |
|  | Glomerales      |
|  |                 |

|  | Archaeosporales                                                |
|  |                                                                |
|  | \| \| Diversisporales \| \| \| \| \| \| Glomerales \| \| \| \| |
|  |                                                                |
|  | Diversisporales                                                |
|  |                                                                |
|  | Glomerales                                                     |
|  |                                                                |

|  | Diversisporales |
|  |                 |
|  | Glomerales      |
|  |                 |

|  | Archaeosporales                                                |
|  |                                                                |
|  | \| \| Diversisporales \| \| \| \| \| \| Glomerales \| \| \| \| |
|  |                                                                |
|  | Diversisporales                                                |
|  |                                                                |
|  | Glomerales                                                     |
|  |                                                                |

|  | Diversisporales |
|  |                 |
|  | Glomerales      |
|  |                 |

|  | Archaeosporales                                                |
|  |                                                                |
|  | \| \| Diversisporales \| \| \| \| \| \| Glomerales \| \| \| \| |
|  |                                                                |
|  | Diversisporales                                                |
|  |                                                                |
|  | Glomerales                                                     |
|  |                                                                |

|  | Diversisporales |
|  |                 |
|  | Glomerales      |
|  |                 |

|  | Archaeosporales                                                |
|  |                                                                |
|  | \| \| Diversisporales \| \| \| \| \| \| Glomerales \| \| \| \| |
|  |                                                                |
|  | Diversisporales                                                |
|  |                                                                |
|  | Glomerales                                                     |
|  |                                                                |

|  | Diversisporales |
|  |                 |
|  | Glomerales      |
|  |                 |

|  | Archaeosporales                                                |
|  |                                                                |
|  | \| \| Diversisporales \| \| \| \| \| \| Glomerales \| \| \| \| |
|  |                                                                |
|  | Diversisporales                                                |
|  |                                                                |
|  | Glomerales                                                     |
|  |                                                                |

|  | Diversisporales |
|  |                 |
|  | Glomerales      |
|  |                 |

|  | Archaeosporales                                                |
|  |                                                                |
|  | \| \| Diversisporales \| \| \| \| \| \| Glomerales \| \| \| \| |
|  |                                                                |
|  | Diversisporales                                                |
|  |                                                                |
|  | Glomerales                                                     |
|  |                                                                |

|  | Diversisporales |
|  |                 |
|  | Glomerales      |
|  |                 |

|  | Archaeosporales                                                |
|  |                                                                |
|  | \| \| Diversisporales \| \| \| \| \| \| Glomerales \| \| \| \| |
|  |                                                                |
|  | Diversisporales                                                |
|  |                                                                |
|  | Glomerales                                                     |
|  |                                                                |

|  | Diversisporales |
|  |                 |
|  | Glomerales      |
|  |                 |

|  | Archaeosporales                                                |
|  |                                                                |
|  | \| \| Diversisporales \| \| \| \| \| \| Glomerales \| \| \| \| |
|  |                                                                |
|  | Diversisporales                                                |
|  |                                                                |
|  | Glomerales                                                     |
|  |                                                                |

|  | Diversisporales |
|  |                 |
|  | Glomerales      |
|  |                 |

|  | Archaeosporales                                                |
|  |                                                                |
|  | \| \| Diversisporales \| \| \| \| \| \| Glomerales \| \| \| \| |
|  |                                                                |
|  | Diversisporales                                                |
|  |                                                                |
|  | Glomerales                                                     |
|  |                                                                |

|  | Diversisporales |
|  |                 |
|  | Glomerales      |
|  |                 |

|  | Archaeosporales                                                |
|  |                                                                |
|  | \| \| Diversisporales \| \| \| \| \| \| Glomerales \| \| \| \| |
|  |                                                                |
|  | Diversisporales                                                |
|  |                                                                |
|  | Glomerales                                                     |
|  |                                                                |

|  | Diversisporales |
|  |                 |
|  | Glomerales      |
|  |                 |

|  | Archaeosporales                                                |
|  |                                                                |
|  | \| \| Diversisporales \| \| \| \| \| \| Glomerales \| \| \| \| |
|  |                                                                |
|  | Diversisporales                                                |
|  |                                                                |
|  | Glomerales                                                     |
|  |                                                                |

|  | Diversisporales |
|  |                 |
|  | Glomerales      |
|  |                 |

|  | Archaeosporales                                                |
|  |                                                                |
|  | \| \| Diversisporales \| \| \| \| \| \| Glomerales \| \| \| \| |
|  |                                                                |
|  | Diversisporales                                                |
|  |                                                                |
|  | Glomerales                                                     |
|  |                                                                |

|  | Diversisporales |
|  |                 |
|  | Glomerales      |
|  |                 |